# 赤道幾內亞交通
這頁是關於赤道幾內亞的交通。

## 鐵路
赤道幾內亞鐵路交通起源於1913年，當時從赤道幾內亞首都聖伊沙貝爾（今名馬拉博）建了了一條1435mm標準軌距的鐵路通往鄰近城鎮巴那帕及巴蘇波。1929年，該鐵路延伸至巴蘇波附近海岸。但因無法獲利，後來就停止營運了。
因此，赤道幾內亞目前沒有任何營運中的鐵路交通。

## 公路
赤道幾內亞的公路是未發展的，但是現正在改善中。在下雨的季節，道路上多數會使用四輪驅動車輛。

## 港口/海港
巴塔、盧巴、馬拉博

## 商船
1架貨船

## 機場
赤道幾內亞有六個機場。最重要的機場是馬拉博圣伊莎贝尔國際機場，位于赤道幾內亞首都，這個機場的國際航班通常飞往尼日利亞、加蓬、喀麦隆、貝寧、摩洛哥、埃塞俄比亚、肯尼亚、西班牙、德國、法國。其次重要的機場是巴塔国际機場，在巴塔北部，服務國內航班往馬拉博和安诺本，以及国际航班飞往喀麦隆和贝宁。除了以上兩個機場，還有四個小型機場，包括三個跑道已鋪平的機場和一個跑道未鋪平的機場。

## 備註
1. ↑  Max Liniger-Goumaz, : 40, 1988, ISBN 9781850650232
2. 1 2 3  .   [2007-05-02]. （原始内容存档于2020-05-16）.
3. ↑  .   [2007-05-02]. （原始内容存档于2007-04-21）.